# Музика в історії і сучасності

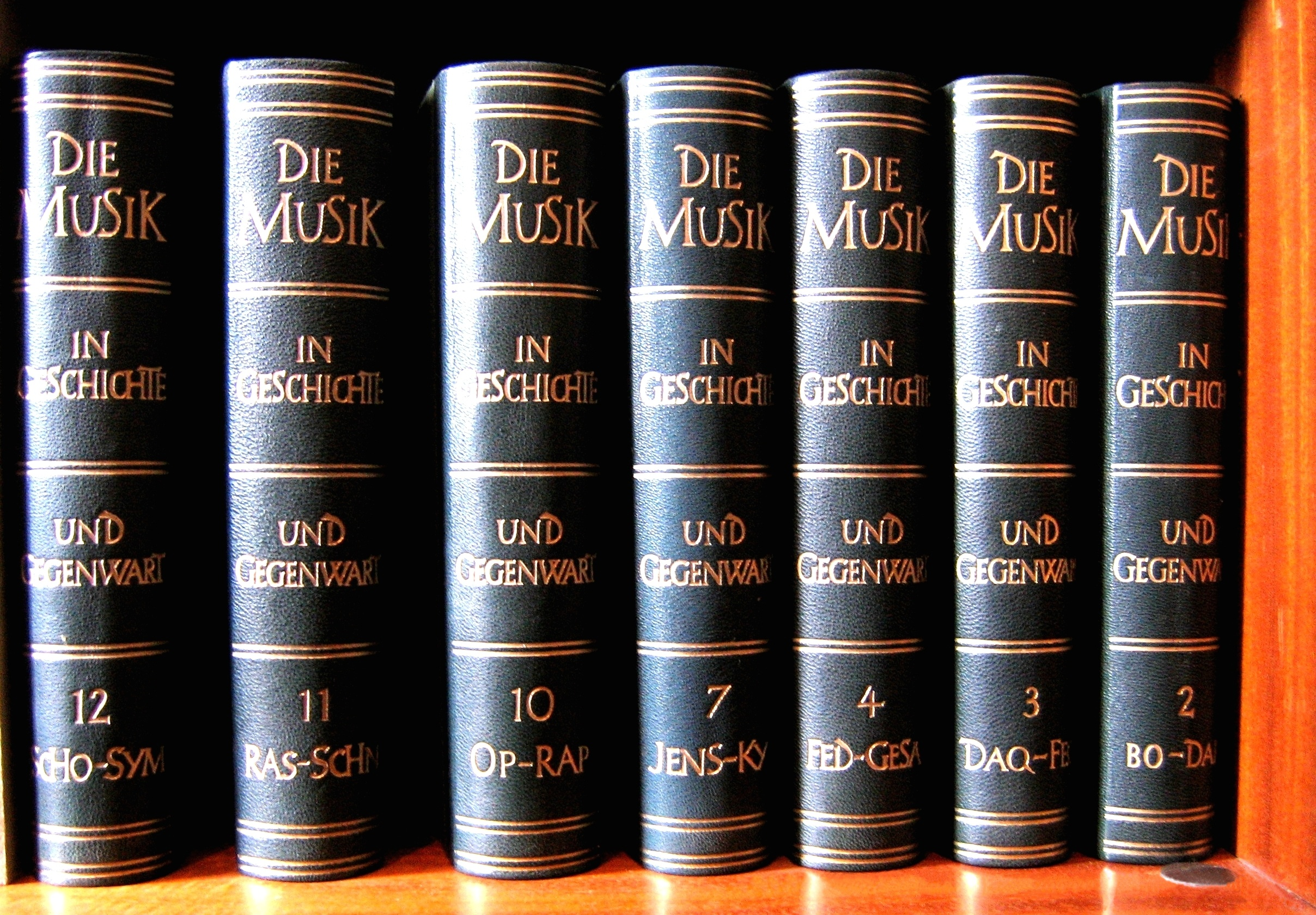

«Музика в історії і сучасності» нім. Die Musik in Geschichte und Gegenwart  — найбільша у світі музична енциклопедія. Статті (німецькою мовою) написані міжнародним колективом музикознавців та лексикографів. Прийняте скорочення — MGG.

## Перше видання
Перше видання (прийняте скорочення - MGG або MGG1) виконане під редакцією Фрідріха Блюме і надруковано в 1949-86 роках. Містить 17 (14 алфавітних і 3 додаткових, що містять, в тому числі, актуальні оновлення) томів, в яких за абеткою розташовані персоналії і термінологічні статті. У 2001 році перше видання було випущено в електронній формі в серії Digitale Bibliothek (Bd.60).

### Розподіл словника по окремим томам
| Том | Діапазон словника                       | Обсяг    | Рік видання |
| --- | --------------------------------------- | -------- | ----------- |
| 1.  | Aachen – Blumner                        | 1952 Sp. | 1949        |
| 2.  | Boccherini – Da Ponte                   | 1920 Sp. | 1952        |
| 3.  | Daquin – Fechner                        | 1920 Sp  | 1954        |
| 4.  | Fede – Gesangspädagogik                 | 1934 Sp. | 1955        |
| 5.  | Gesellschaften – Hayne                  | 1952 Sp. | 1956        |
| 6.  | Head – Jenny                            | 1884 Sp. | 1957        |
| 7.  | Jensen – Kyrie                          | 1946 Sp. | 1958        |
| 8.  | Laaf – Meytus                           | 1920 Sp. | 1960        |
| 9.  | Mel – Onslow                            | 1940 Sp. | 1961        |
| 10. | Oper – Rappresentazione                 | 1930 Sp. | 1962        |
| 11. | Rasch – Schnyder von Wartensee          | 1926 Sp  | 1963        |
| 12. | Schoberlechner – Symphonische Dichtung  | 1918 Sp. | 1965        |
| 13. | Syrinx – Volkstanz                      | 1956 Sp. | 1966        |
| 14. | Vollerthun – Zyganow                    | 1544 Sp. | 1968        |
| 15. | Supplement, Bd.1: Aachen – Dyson        | 1900 Sp. | 1973        |
| 16. | Supplement, Bd.2: Eardsen – Zweibrücken | 1992 Sp. | 1976        |
| 17. | Register (указатели)                    | 832 S.   | 1986        |

## Друге видання
Друге, повністю перероблене видання (MGG2), в 29 томах, виконане під редакцією Людвіга Фіншера, було надруковано в 1994-2008 роках. Енциклопедія розділена на предметну частину (Sachteil, 9 томів) і персоналії (Personenteil, 17 томов). Словник терминів містить близько 1500 статей, персоналії — близько 18000 статей. Додаткові 3 томи (Register, Supplement) містять різні покажчики, виправлення помічених помилок, а також оновлені дані за списком раніше надрукованих статей.
На 2012 рік MGG2 є найбільшою у світі і найсучаснішою профільної енциклопедією з музики. Електронного видання MGG2 не існує.

### Розподіл словника по окремих томах
| Том | Діапазон словника                           | Обсяг    | Рік видання |
| --- | ------------------------------------------- | -------- | ----------- |
|     | SACHTEIL                                    |          |             |
| 1.  | Aachen – Bogen                              | 1644 Sp. | 1994        |
| 2.  | Bolero – Encyclopedie                       | 1778 Sp. | 1995        |
| 3.  | Engelberg – Hamburg                         | 1780 Sp  | 1995        |
| 4.  | Hanau – Kartäuser                           | 1810 Sp. | 1996        |
| 5.  | Kassel – Meiningen                          | 1812 Sp. | 1996        |
| 6.  | Meißen – Musique concrete                   | 1844 Sp. | 1997        |
| 7.  | Myanmar – Quellen                           | 1986 Sp. | 1997        |
| 8.  | Querflöte – Suite                           | 2080 Sp. | 1998        |
| 9.  | Sydney – Zypern                             | 2540 Sp. | 1998        |
|     | Register (покажчики до предметної частини)  | 732 S.   | 1999        |
|     | PERSONENTEIL                                |          |             |
| 1.  | Aagard – Baez                               | 1620 Sp. | 1999        |
| 2.  | Bagatti – Bizet                             | 1730 Sp. | 1999        |
| 3.  | Bjelinski – Calzabigi                       | 1734 Sp  | 2000        |
| 4.  | Camarella – Couture                         | 1778 Sp. | 2000        |
| 5.  | Covell – Dzurov                             | 1808 Sp. | 2001        |
| 6.  | Eames – Franco                              | 1656 Sp. | 2001        |
| 7.  | Franco – Gretry                             | 1600 Sp. | 2002        |
| 8.  | Gribenski – Hilverding                      | 1596 Sp. | 2002        |
| 9.  | Himmel – Kelz                               | 1644 Sp. | 2003        |
| 10. | Kemp – Lert                                 | 1638 Sp. | 2003        |
| 11. | Lesage – Menuhin                            | 1660 Sp  | 2004        |
| 12. | Mercadante – Paix                           | 1582 Sp. | 2004        |
| 13. | Paladilhe – Ribera                          | 1628 Sp. | 2005        |
| 14. | Riccati – Schönstein                        | 1652 Sp. | 2005        |
| 15. | Schoof – Stranz                             | 1590 Sp. | 2006        |
| 16. | Strata – Villoteau                          | 1610 Sp. | 2006        |
| 17. | Vina – Zykan                                | 1612 Sp. | 2007        |
|     | Register (покажчики до персоналії)          | 689 S.   | 2007        |
|     | SUPPLEMENT (доповнення до обох частин MGG2) | 1208 Sp. | 2008        |